# Fraate III
Fraate III di Partia (... – 57 a.C.) è stato re dei Parti dal 70 al 57 a.C..
Veniva chiamato "il Dio" a causa delle sue monete, che venivano presumibilmente associate con il dio Fraatix, che era un dio locale della Media.

## Regno
Quando Fraate III salì al trono nel 70 a.C., il generale romano Lucio Licinio Lucullo si stava accingendo a attaccare Tigrane il Grande, re di Armenia, che aveva strappato la Mesopotamia e alcuni stati vassalli alla Partia. Si racconta che nel 68 a.C., Tigrane e Mitridate inviarono dei messaggeri al re dei Parti, per sollecitarne un concreto aiuto (paventando anche future campagne dei Romani contro gli stessi, in caso di successo contro Armeni e Pontici), ma Lucullo a sua volta aveva provveduto ad inviarne dei suoi (tra cui un certo Secilio Sestilio, incaricato di studiarne anche la potenza militare), chiedendo un'alleanza con Roma o almeno di rimanere neutrale. Fraate preferì stringere con entrambi accordi segreti, decidendo poi di non aiutare nessuno di loro, sperando che nessuno si rinforzasse troppo. Secondo quanto racconta Plutarco, Lucullo si accorse del doppio gioco di Fraate (che sembra avesse promesso la sua alleanza a Tigrane, in cambio della cessione della Mesopotamia), e decise di marciare contro lo stesso, lasciando perdere per il momento Mitridate e Tigrane. Egli cercava fama e gloria in questa sua nuova impresa, che lo vedeva così impegnato contro tre importanti regni orientali contemporaneamente: Ponto, Armenia e Partia.
Un paio d'anni più tardi, nel 66 a.C., sembra che Mitridate contava di farsi alleato il re dei Parti, Fraate, che però si era già accordato con Pompeo alle medesime condizioni, ed aveva ricevuto il consiglio dal proconsole romano, di assalire l'Armenia di Tigrane II il Grande. E così Fraate, decise di sostenere il genero, Tigrane minore, che si era ribellato al padre, Tigrane II. Tigrane minore, allora, prendendo alcuni dei maggiorenti che non approvavano l'operato di governo del padre, si rifugiò presso Fraate. E poiché quest'ultimo, avendo concluso con Pompeo un accordo di non-belligeranza, non sapeva come comportarsi, il giovane Tigrane gli consigliò di invadere l'Armenia del padre. I due raggiunsero Artaxata, soggiogando l'intero paese per il quale erano passati e posero d'assedio alla città. Il vecchio Tigrane ebbe paura e scappò sui monti. E poiché tutto lasciava supporre che l'assedio sarebbe andato per le lunghe, Fraate lasciò al giovane Tigrane una parte delle truppe e se ne tornò nel suo regno. Allora il vecchio Tigrane tornò sui suoi passi e si rivoltò contro il figlio, che era rimasto da solo, e lo vinse. Il giovane avrebbe voluto rifugiarsi presso il nonno Mitridate, ma il fatto anche questi fosse in fuga, costrinse il giovane ad arrendersi ai Romani stessi.
L'anno successivo (nel 65 a.C.), Fraate inviò a Pompeo nuovi ambasciatori, allo scopo di rinnovare il trattato esistente, considerando che i vari luogotenenti del generale romano avevano sottomesso le restanti regioni di Armenia e Ponto, e Gabinio si era spinto oltre l'Eufrate fino al Tigri, generando grande apprensione nel sovrano partico, al quale Pompeo sembra richiese la Conduene, ovvero la regione per la quale Fraate e Tigrane stavano litigando. Non ricevendo, però risposta da Fraate, inviò il suo legato Lucio Afranio a prenderne possesso, per poi condederlo a Tigrane.
Fraate, pur temendo Pompeo e volendo temerselo amico, avendo ricevuto un'ambasciata di Pompeo nella quale era abolita la formula di "Re dei re" a vantaggio del semplice "Re", si sdegnò a tal punto, quasi fosse stato privato della sua dignità regale, da minacciare lo stesso generale romano di non oltrepassare più l'Eufrate. E poiché Pompeo non di dava alcuna risposta, Fraate marciò contro Tigrane II, accompagnato dal figlio di quest'ultimo. E se in un primo momento perse il primo scontro, nel successivo risultò vincitore.
Fu così che Tigrane padre chiamò Pompeo in suo aiuto, mentre Fraate inviò ambasciatori al generale romano, muovendo gravi accuse al rivale, come pure agli stessi Romani. Ciò indusse Pompeo a riflettere, preferendo non intervenire in questa contesa, per evitare che a causa della brama di conquista, potesse perdere quelle appena fatte a causa della potenza militare partica, tanto più che Mitridate non era stato ancora sconfitto definitivamente. Pompeo accampò, quindi, come scusa ai suoi che lo spingevano ad una nuova avventura militare, che non pensava di combattere i Parti senza un decreto del Senato. Fu così che il generale romano si offrì invece di fare da pacere tra i due contendenti, poiché riteneva si trattasse di una mera questione di confini tra i due regni. Fraate e Tigrane II accettarono la proposta di Pompeo e si riconciliarono, poiché entrambi sapevano che una sconfitta, o l'annientamento di uno dei due, avrebbe solo favorito i Romani. Erano consapevoli che solo la loro sopravvivenza o una comune e futura alleanza avrebbe potuto fermare l'avanzata romana in Oriente. E così Pompeo, dopo questi accordi, poté ritirarsi in Aspide durante l'inverno. Pochi anni più tardi, nel 57 a.C., Fraate venne assassinato dai suoi due figli, Orode II e Mitridate IV.